# لوكهيد بي-7
لوكهيد بي-7 (P-7 ) هي طائرة دوريات بأربعة محركات توربينية، صُنِعَت بطلب  من البحرية الأمريكية كبديل لطائرات لوكهيد بيه-3 أوريون. تم إلغاء البرنامج في تموز / يوليه؛ لتخفيض التكاليف قياس عقب نهاية الحرب الباردة.[بحاجة لمصدر]

## المواصفات
الخصائص العامة
- طاقم: 13+ (approximate based on seating arrangements)
- طول: 112 قدم 8 بوصة (34.34 م)
- باع الجناح: 106 قدم 7 بوصة (32.49 م)
- ارتفاع: 32 قدم 11 بوصة (10.03 م)
- مساحة الجناح: 1,438 قدم2 (133.6 م2)
- الوزن فارغة: 105,000 رطل (47,627 كـغ)
- الوزن الإجمالي: 165,000 رطل (74,843 كـغ)
- وزن الإقلاع الأقصى: 171,350 رطل (77,723 كـغ)
- محركات: 4 × General Electric T407 turboprops, 6,000 حصان (4,500 كـو)  الواحد

أداء
- السرعة القصوى: 410 ميل/س (660 كم/س؛ 356 عقدة)
- مدى: 2,470 ميل (2,146 nmi؛ 3,975 كـم)
- الطاقة / الكتلة: 0.14 hp/lb (0.24 kW/kg)

## للإستزادة
- بوينغ بيه-8 بوسيدون
- لوكهيد بيه-3 أوريون